# Греко-римская борьба на летних Олимпийских играх 2016 — до 75 кг
Соревнования по борьбе в весовой категории до 75 килограммов на летних Олимпийских играх 2016 года прошли 14 августа 2016 года на Арене Кариока 2 с 10:00 до 13:00 и с 16:00 до 19:00 В этом весе приняли участие 20 спортсменов.

## Призёры

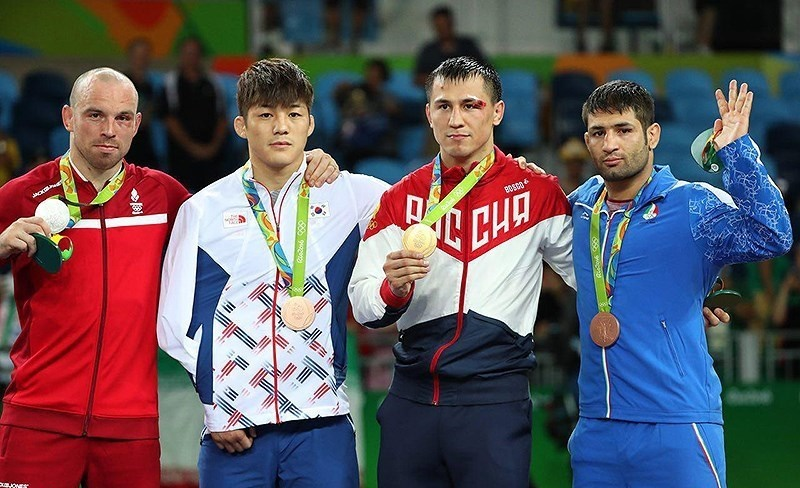
Призёры

| Золото              | Серебро           | Бронза                     |
| Роман Власов Россия | Марк Мадсен Дания | Ким Хён У Республика Корея |
| Роман Власов Россия | Марк Мадсен Дания | Саид Абдвали Иран          |

## Превью
Федерация Объединённый мир борьбы называет следующих спортсменов претендентами на призовые места :
Фавориты
- Безусловным и единственным фаворитом является действующий олимпийский чемпион и чемпион мира Роман Власов (№1 мирового рейтинга), который на чемпионате мира победил своих соперником в четырёх встречах с общим счётом 40—0;

Претенденты
- Чемпион Азии 2016 года Досжан Картиков (№2). На чемпионате мира проиграл только Роману Власову.
- Марк Мадсен (№3), многократный призёр чемпионатов мира (в том числе, серебряный призёр чемпионата мира 2015 года) и Европы, но ни разу не поднимался на высшую ступень пьедестала крупных соревнований.
- Действующий олимпийский чемпион в весовой категории до 66 килограммов, чемпион мира 2013 года в весовой категории до 74 килограммов, четырёхкратный чемпион Азии Ким Хён У (№4)

Тёмные лошадки
- Действующий олимпийский вице-чемпион, чемпион мира 2013 года, чемпион Европы Арсен Джулфалакян (№9)
- Эндрю Бисек (№5), двукратный бронзовый призёр чемпионата мира, удививший счётом 6—6 во встрече с Романом Власовым.
- Действующий чемпион Европы Зураб Датунашвили (№6)

Счастливый папочка
- 34-летний Сельчук Чеби (№<20), трёхкратный чемпион мира, в том числе чемпион мира 2015 года в не-олимпийской категории до 80 килограммов.